# نبرد جنگل هورتگن
نبرد جنگل هورتگن نبردی است در جنگ جهانی دوم که در تاریخ ۱۹ سپتامبر تا ۱۶ دسامبر سال ۱۹۴۴ میان ارتش آلمان نازی و ارتش ایالات متحده آمریکا اتفاق افتاد. این نبرد طولانی‌ترین نبرد صورت گرفته در خاک آلمان (حتی طولانی‌تر از نبرد برلین) بود.